# Veterandagen

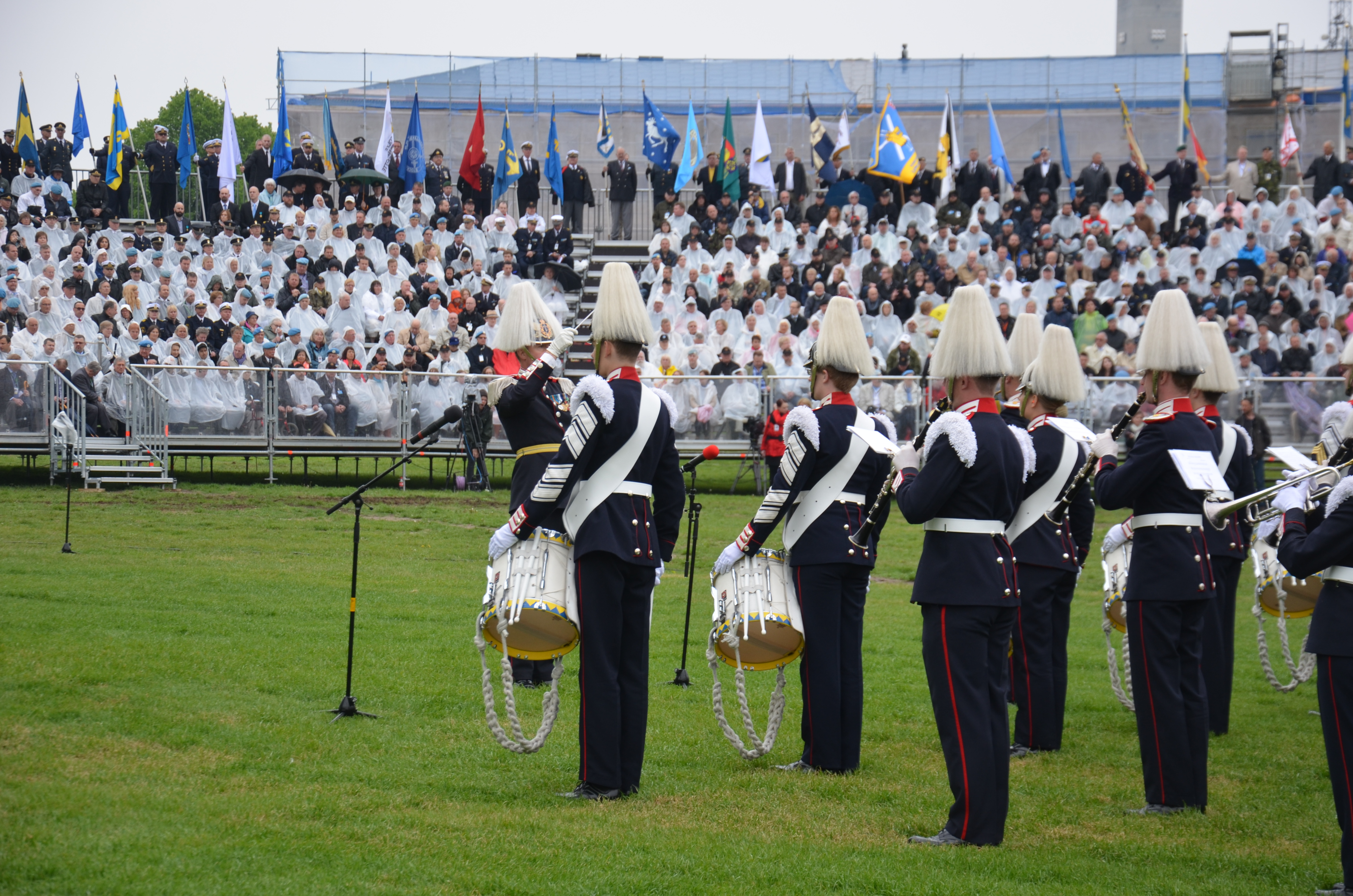
Veterandagen 2013 med hedersläktaren och Sjöhistoriska museet i fonden.

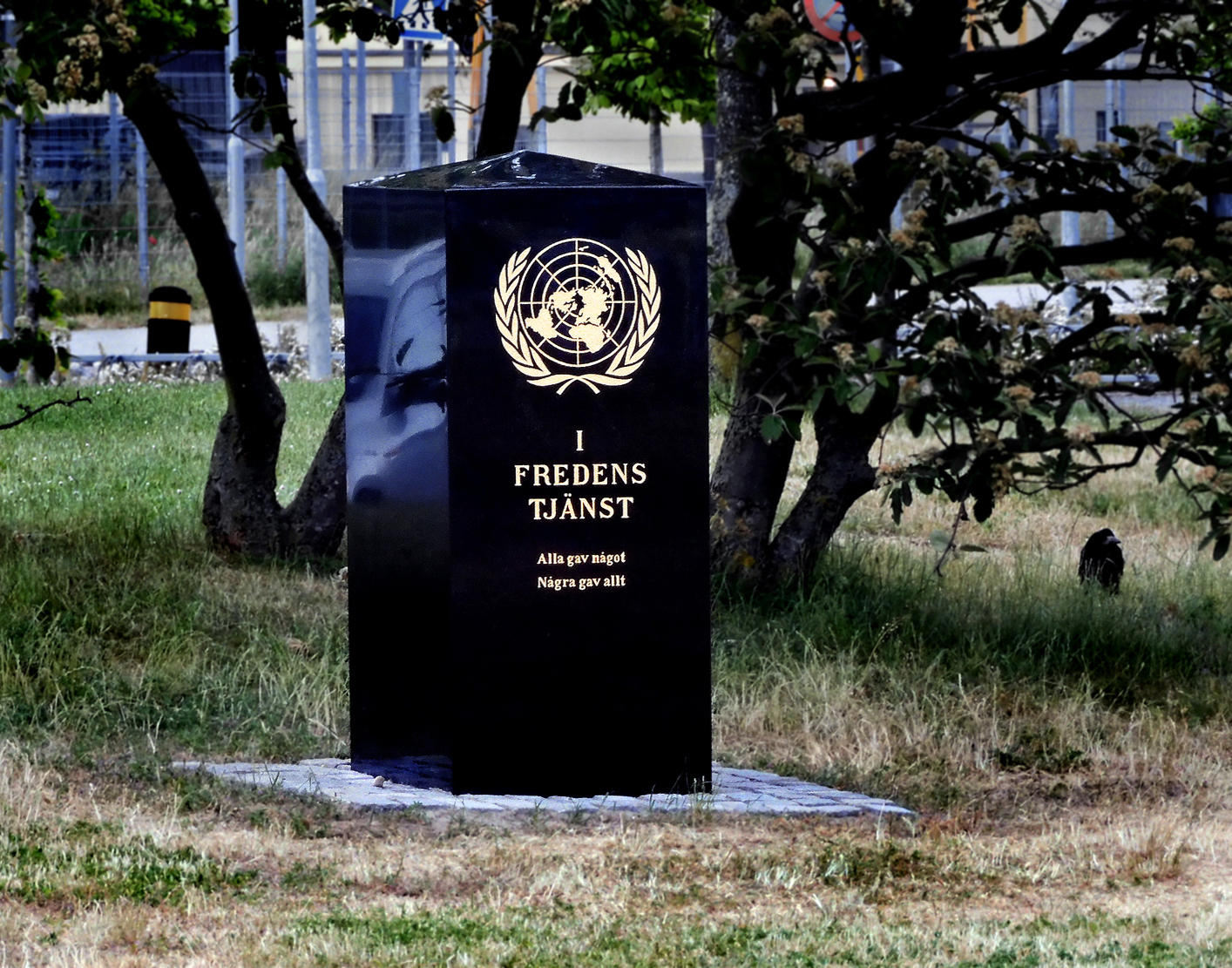
FN Veteranmonument, invigt veterandagen 29 maj i Ystad 2021.

Veterandagen den 29 maj är en officiell flaggdag i Sverige. Varje år hålls ceremonier över hela Sverige till minne av Sveriges krigsveteraner. Syftet är att hedra personal som deltar eller har deltagit i nationella eller internationella militära eller civila humanitära operationer och att högtidlighålla minnet av stupade och omkomna. I Stockholm äger ceremonin rum vid Veteranminnesmärket och FN-monumentet i närheten av Sjöhistoriska museet på Djurgården i Stockholm.
Veterandagen firas på den av FN instiftade Internationella fredssoldatdagen (UN Peacekeepers Day), ursprungligen på FN-dagen den 24 oktober, men flyttades 2008 till den 29 maj till minne av grundandet av United Nations Truce Supervision Organization (UNTSO) som iakttog vapenvilan efter FN:s första fredsbevarande uppdrag vid 1948 års arabisk-israeliska krig. År 2011 fick Veterandagen statsceremoniell status i Sverige.
Den 24 maj 2017 beslutade regeringen att Veterandagen skulle vara allmän flaggdag från och med juli 2017, vilket innebar att Veterandagen den 29 maj 2018 blev den första officiella flaggdagen.
År 2020 blev det ett annorlunda firande av Veterandagen. På grund av den pågående coronaviruspandemin beslutade Försvarsmakten att hålla en anpassad direktsänd ceremoni via länk från Livgardet i Kungsängens garnison istället för det vanliga firandet på Djurgården.

## Bilder från Veterandagen 2015 på Djurgården i Stockholm

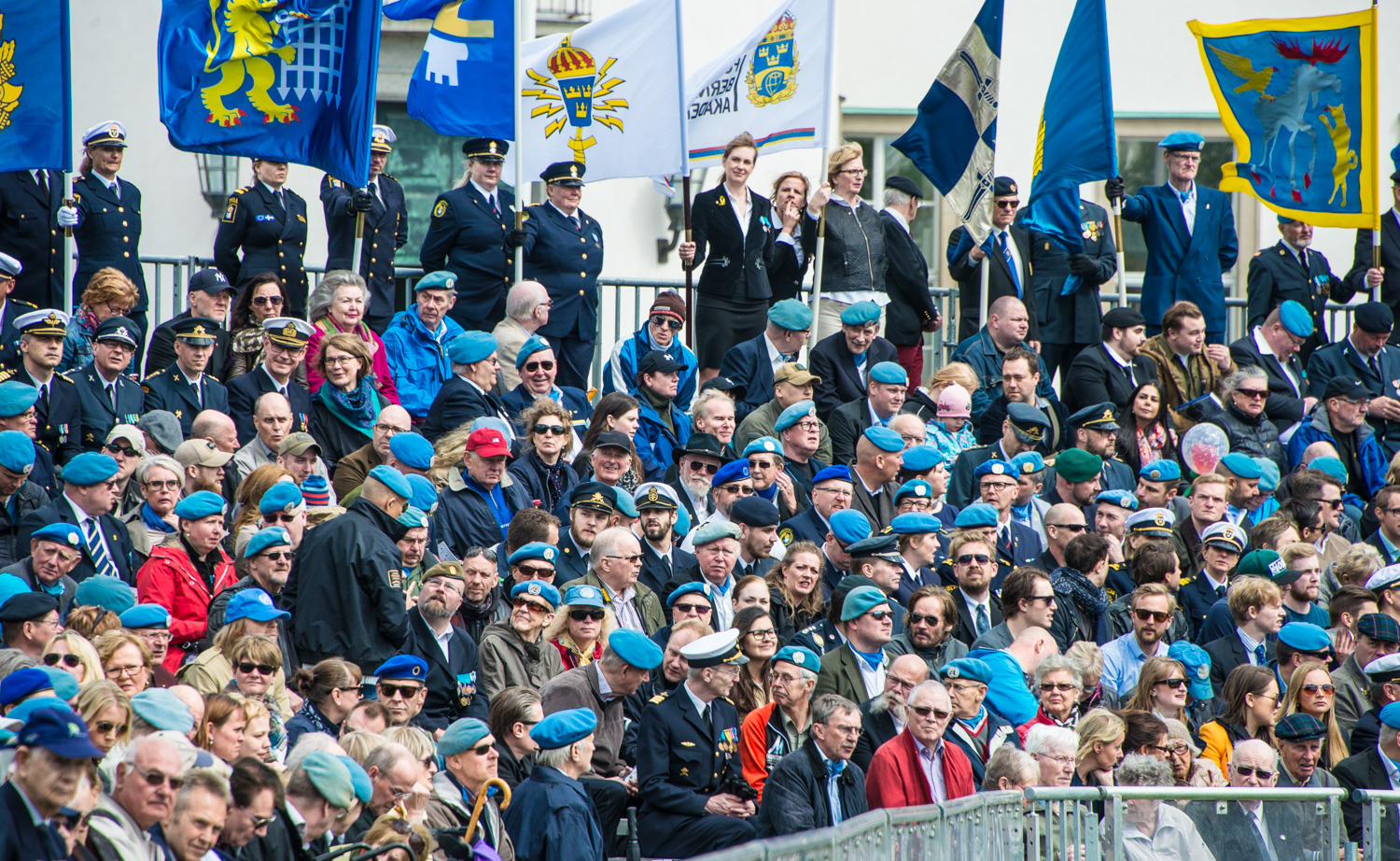
Hedersläktaren.
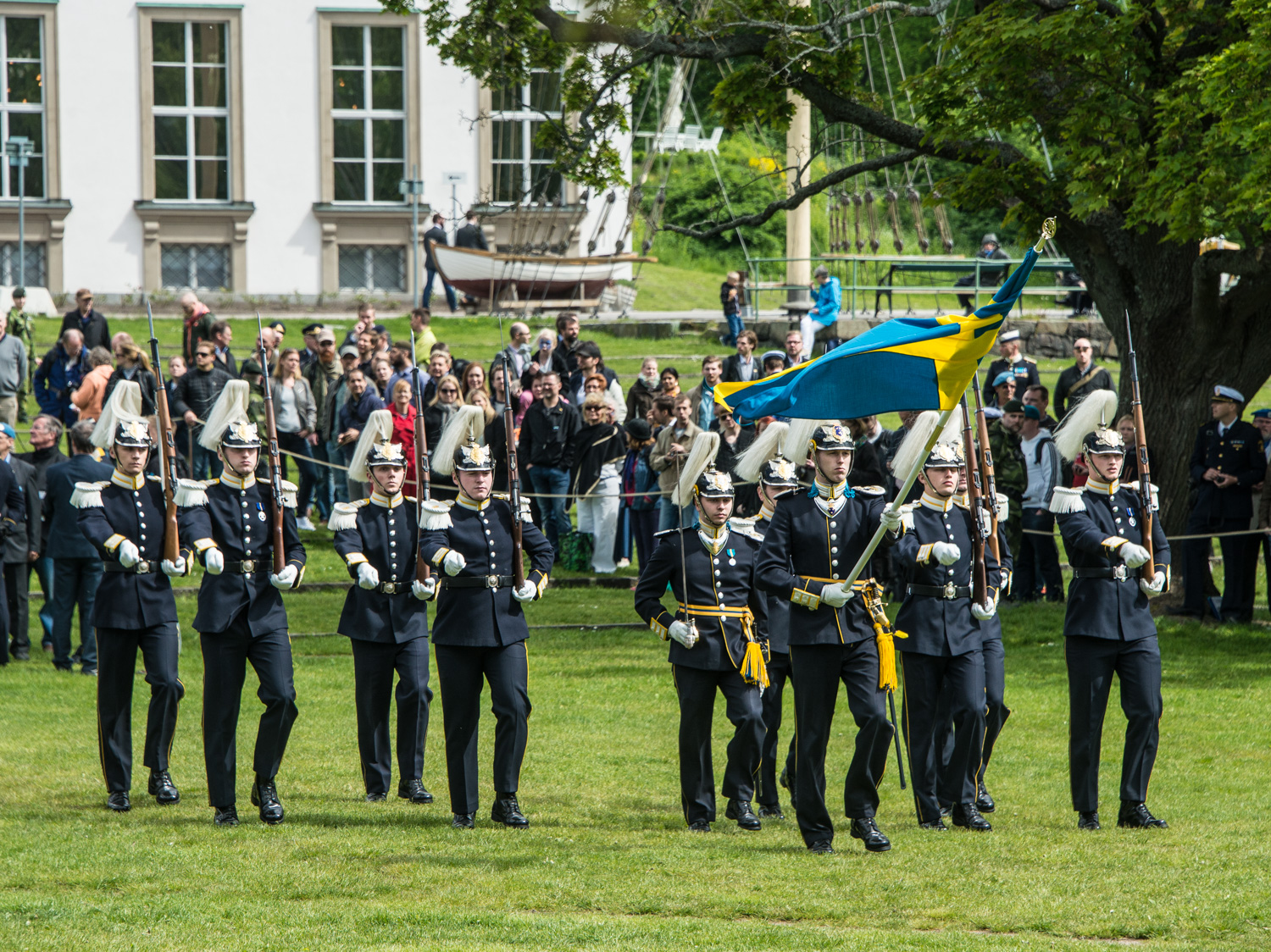
Parad för fanan.
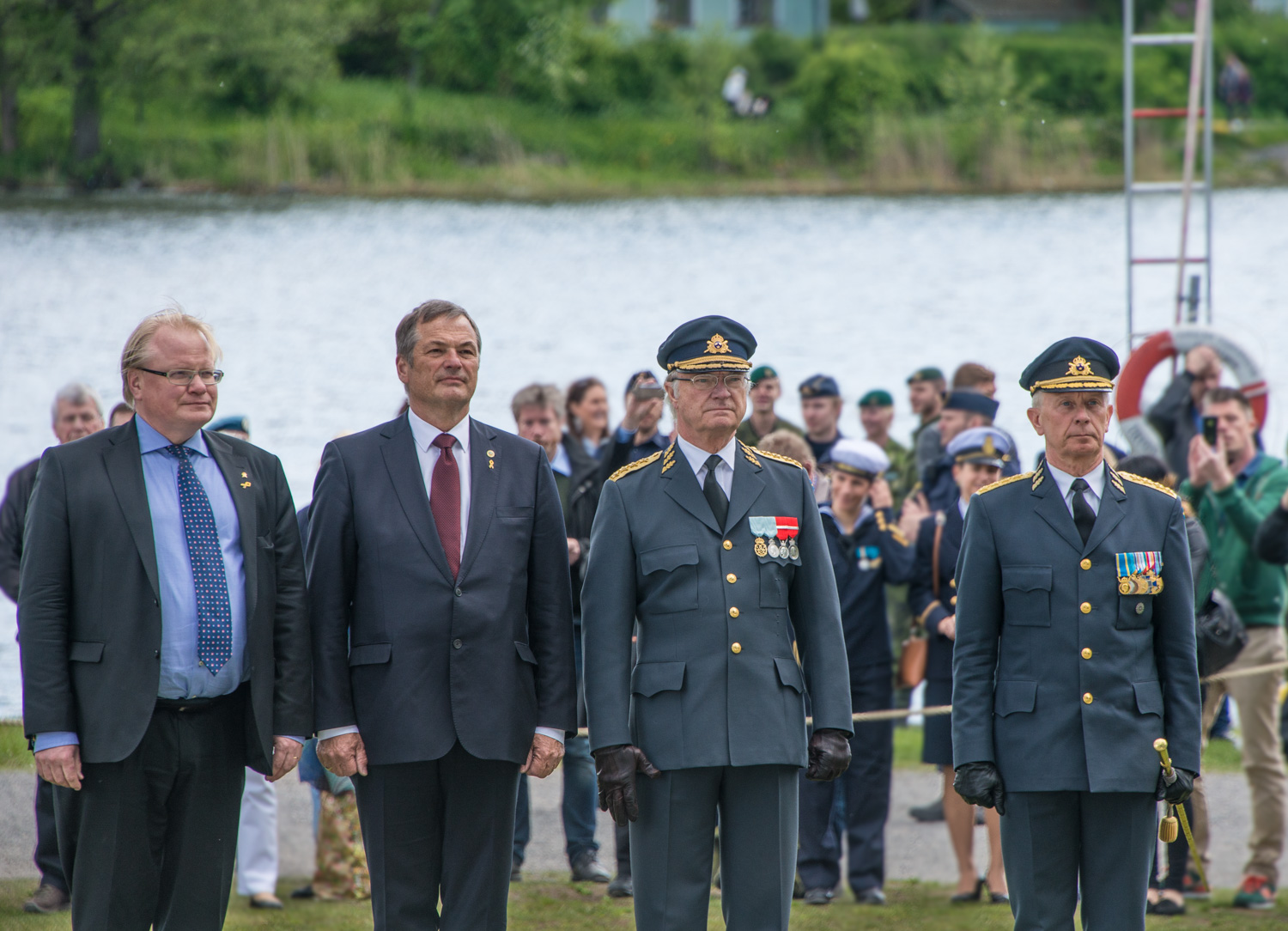
Försvarsminister Peter Hultqvist, Lennart Bengtsson, Förbundsordförande Sveriges Veteranförbund Fredsbaskrarna, Kung Carl Gustaf, ÖB Sverker Göranson.
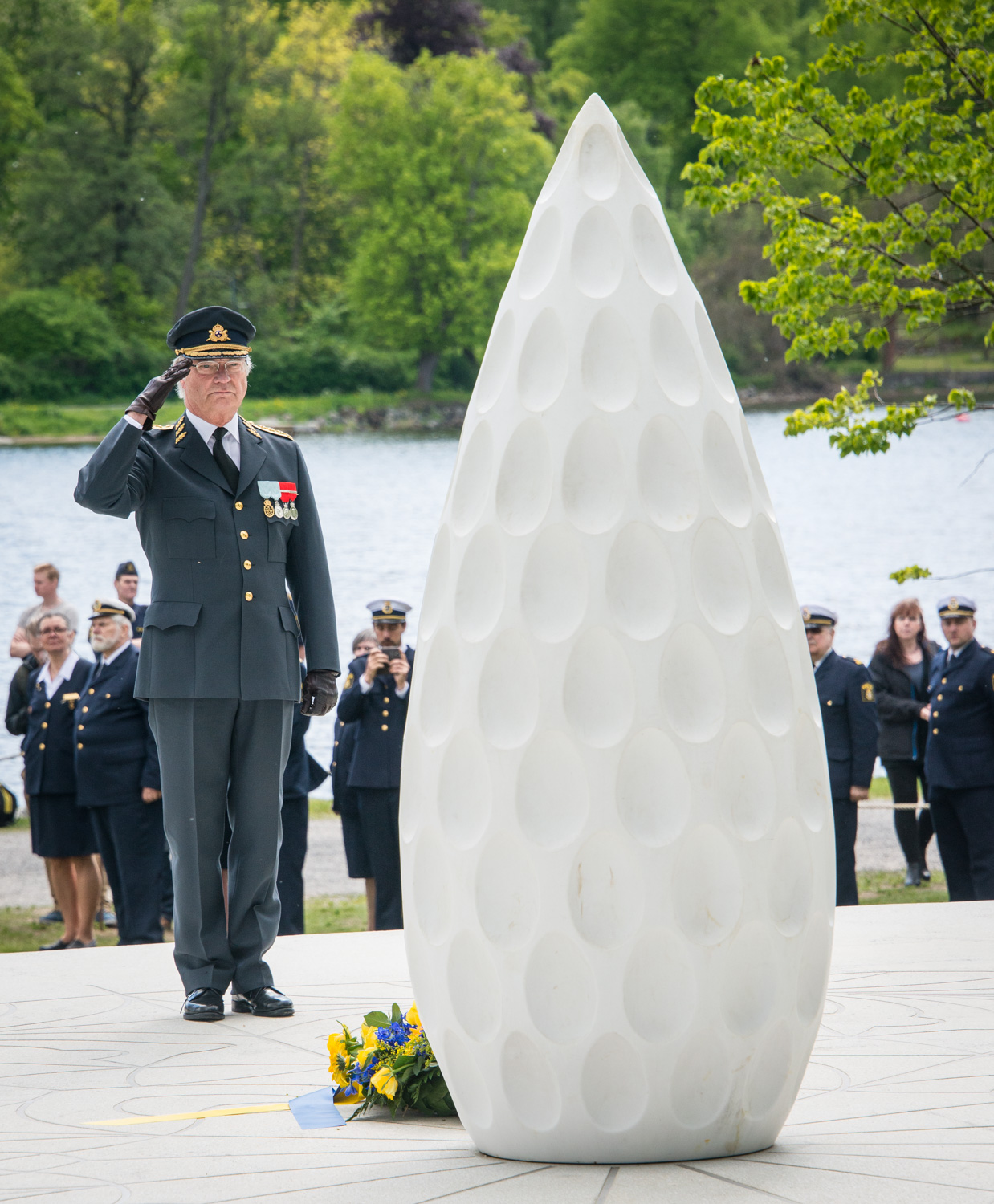
Veteranminnesmärket Restare.
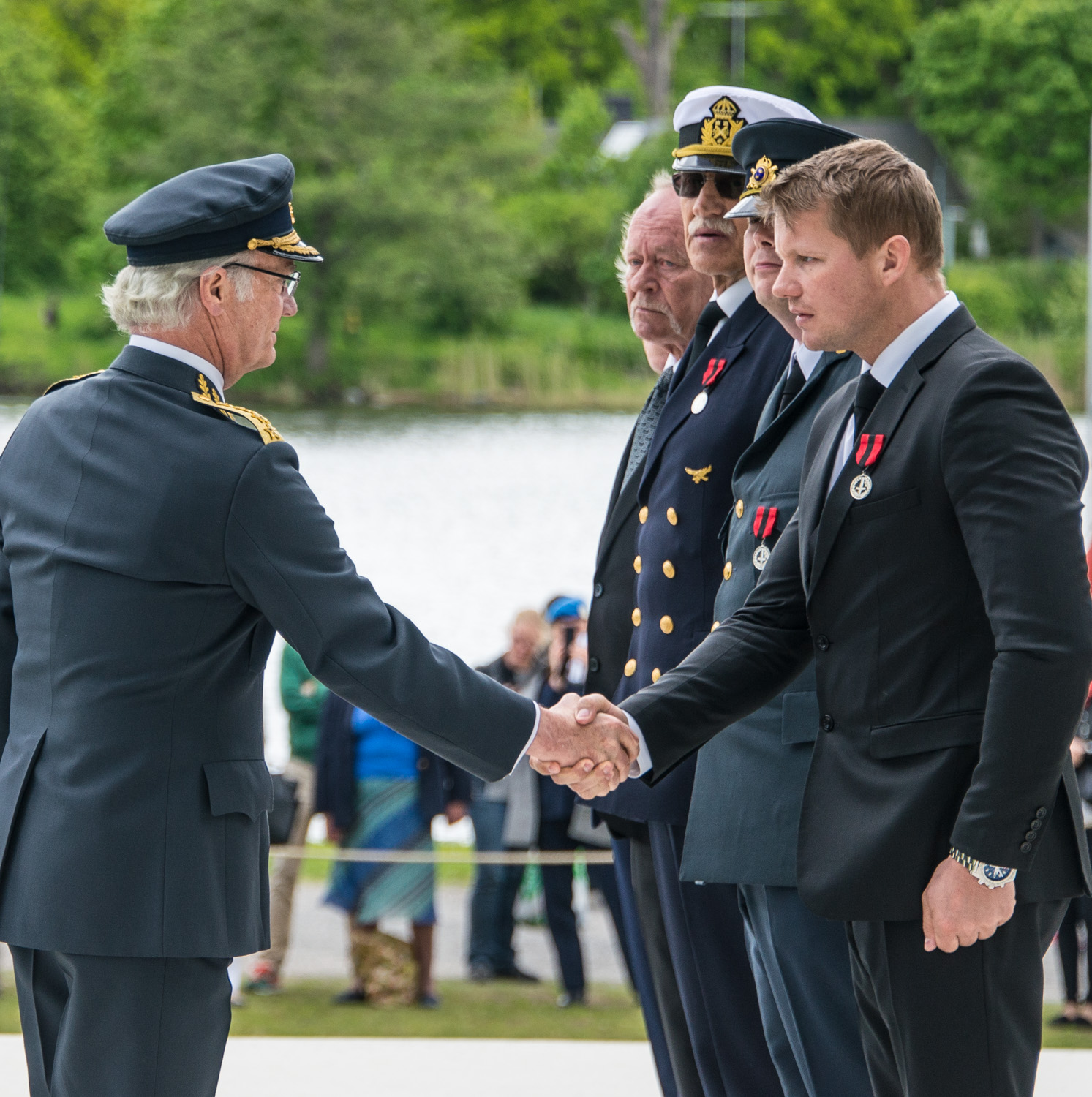
Utdelning av Försvarsmaktens medalj för sårade i strid.
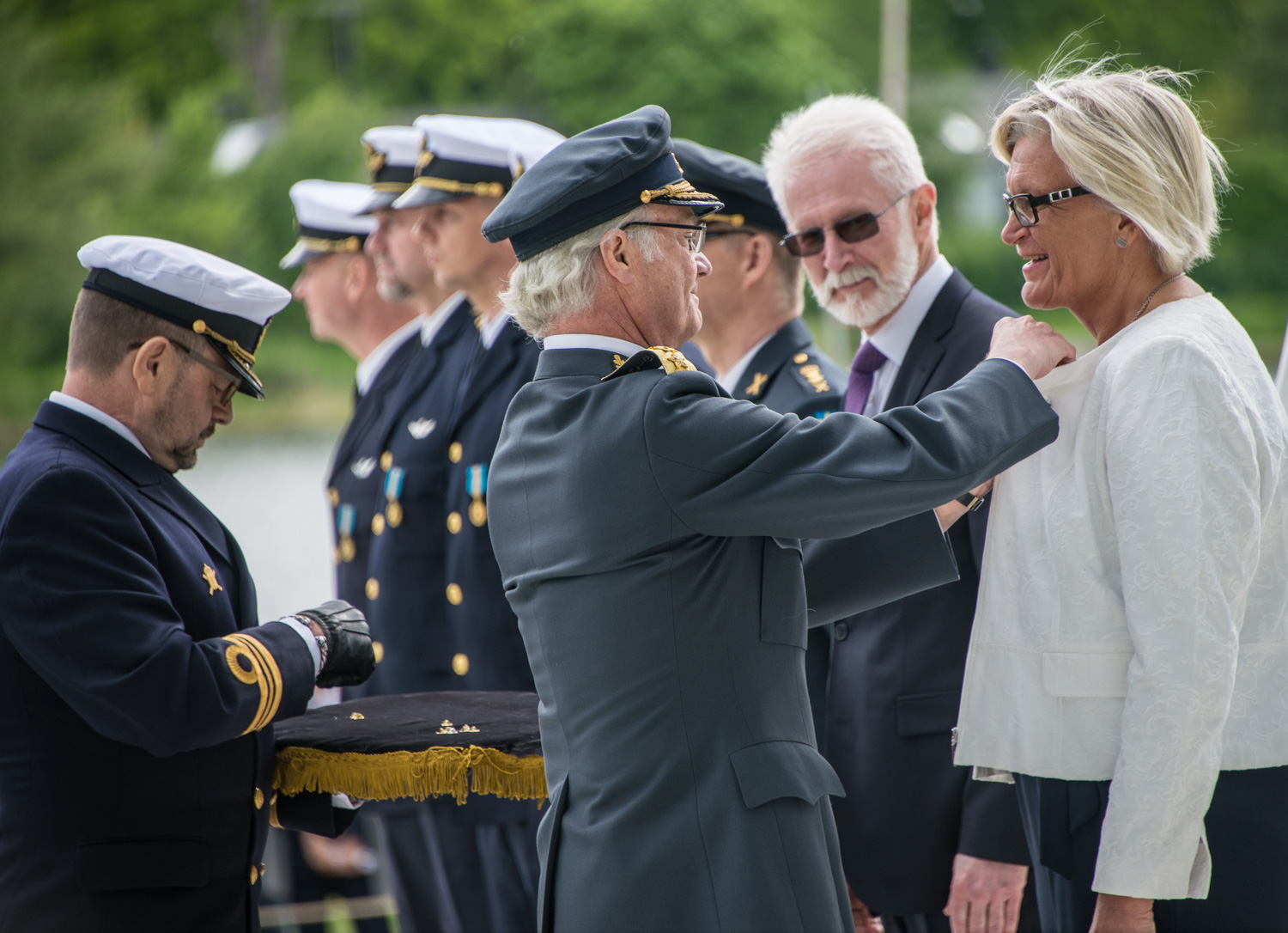
Utdelning av Försvarsmaktens förtjänstmedalj.
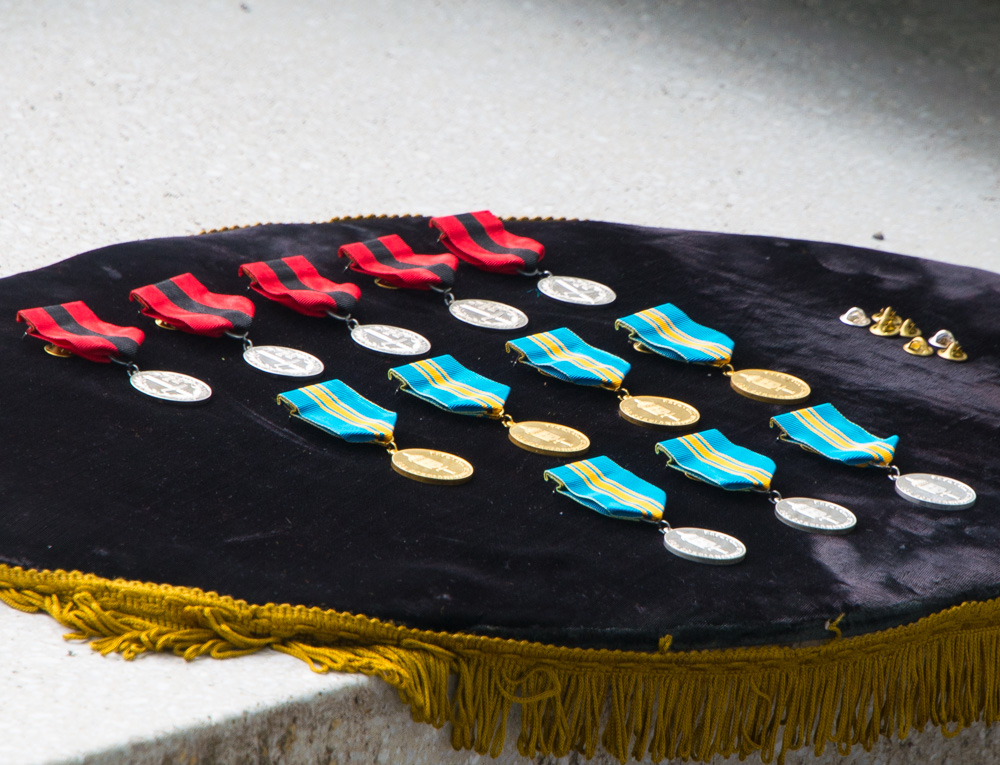
Försvarsmaktens medaljer.
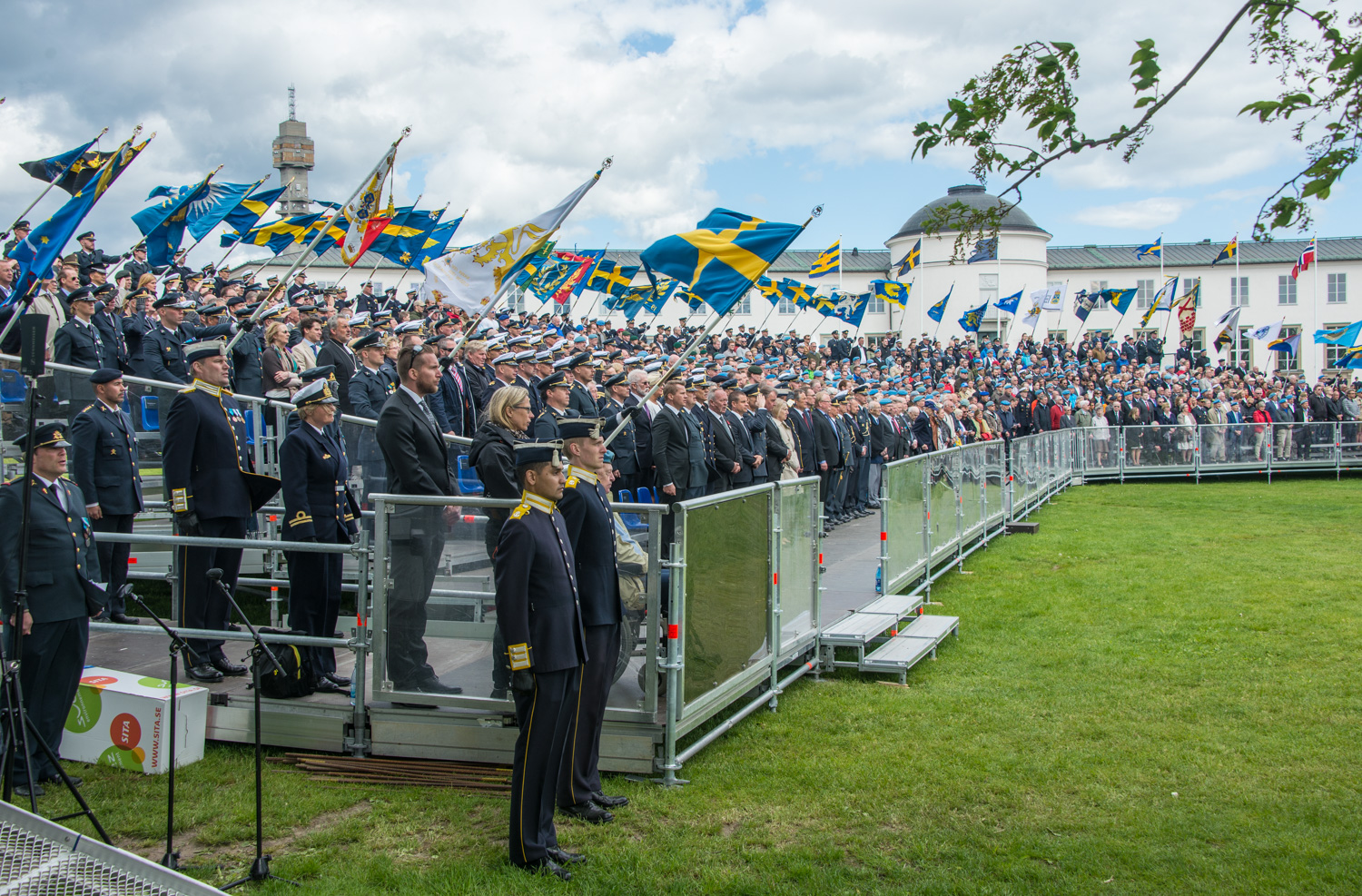
Nationalsången.
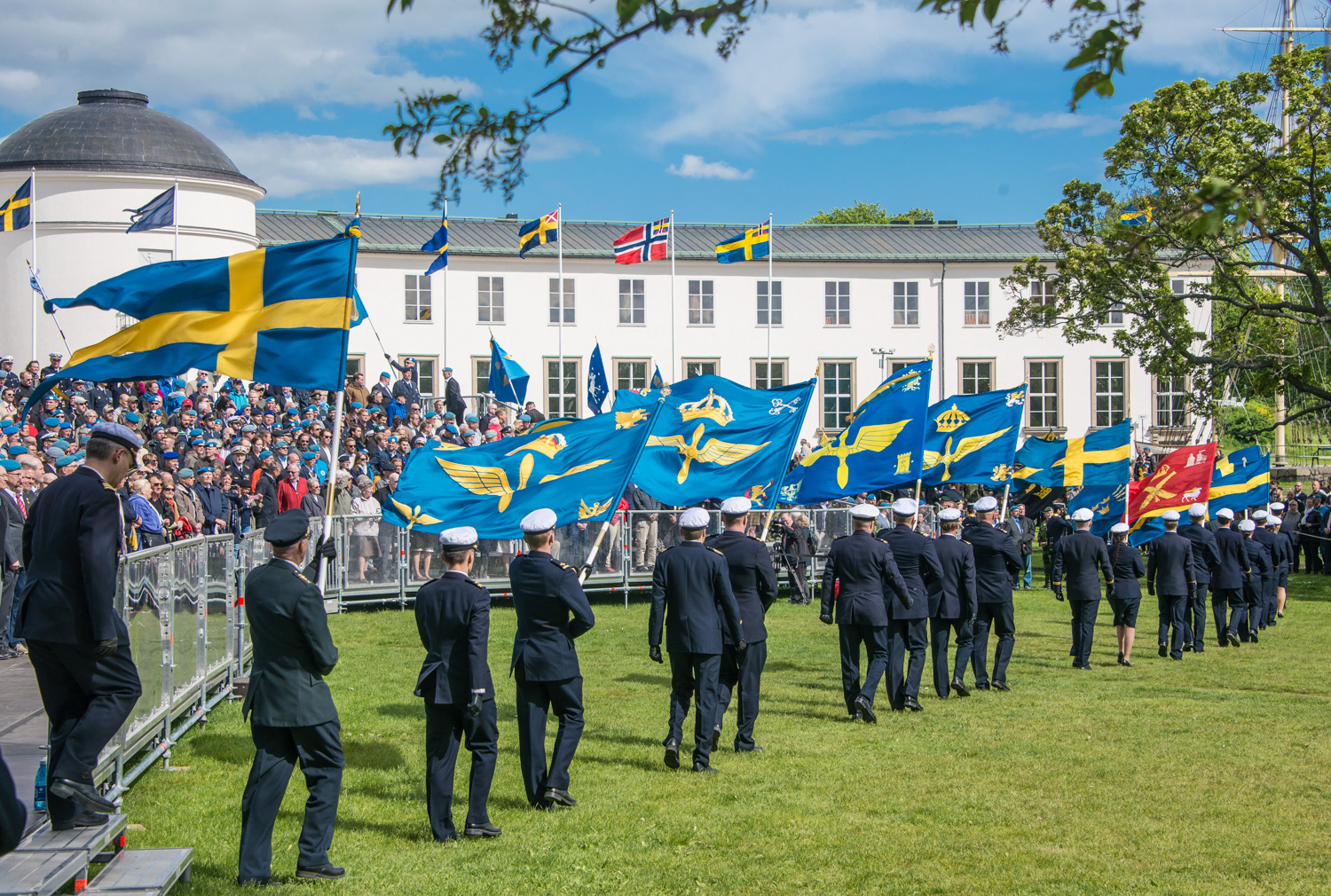
Utmarschen.
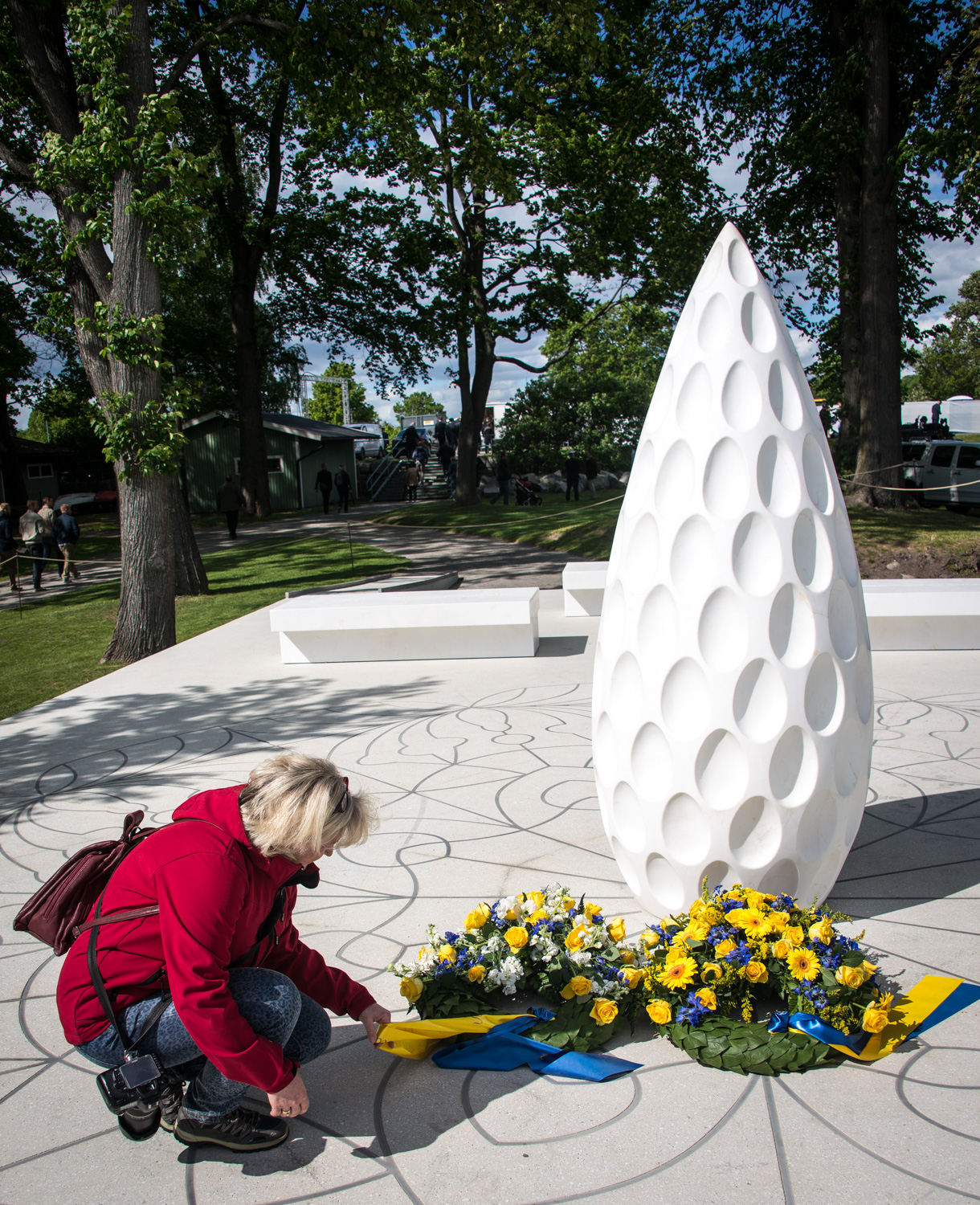
Kransnedläggning vid Veteranminnesmärket.
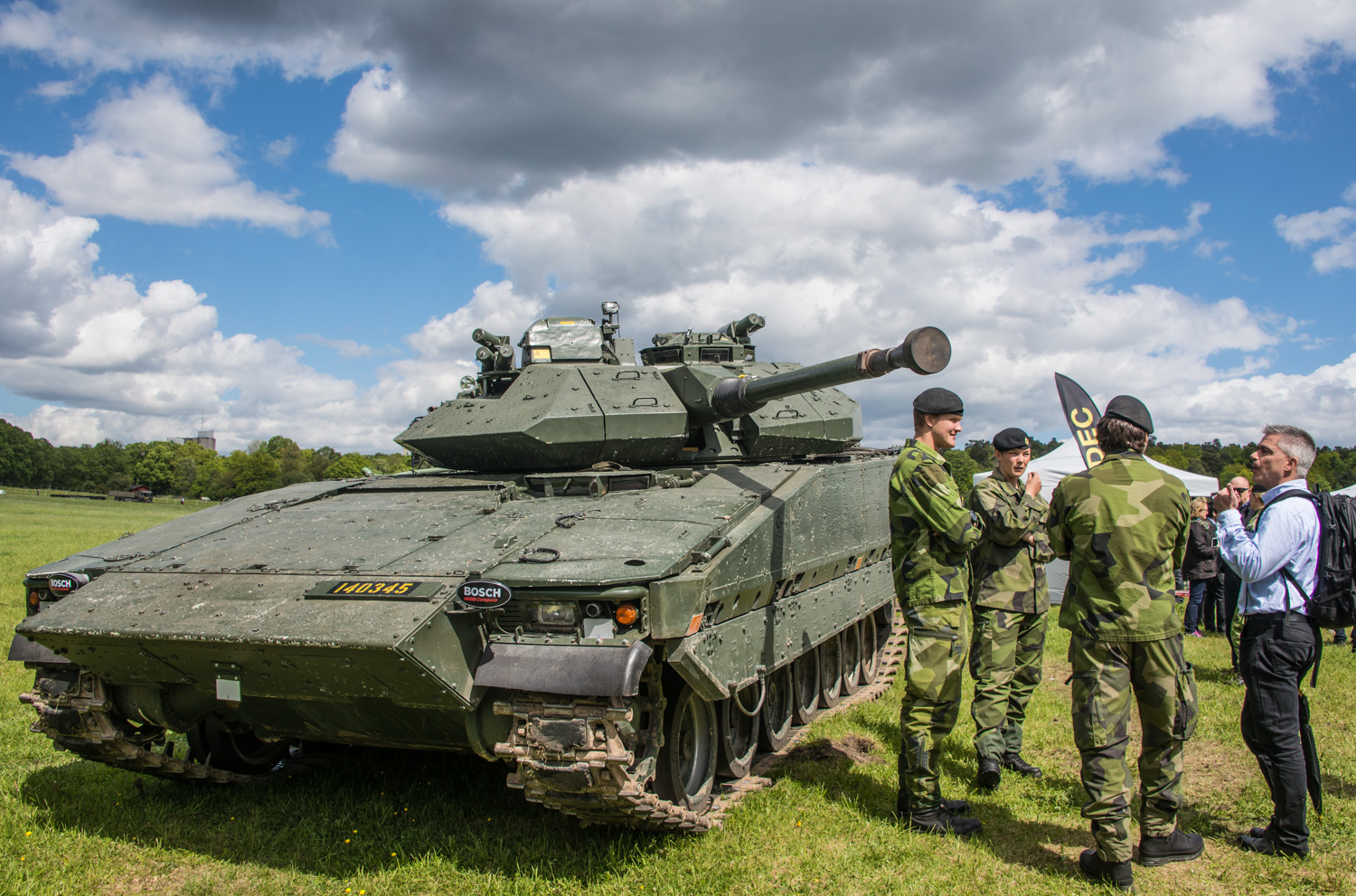
Stridsfordon 9040.
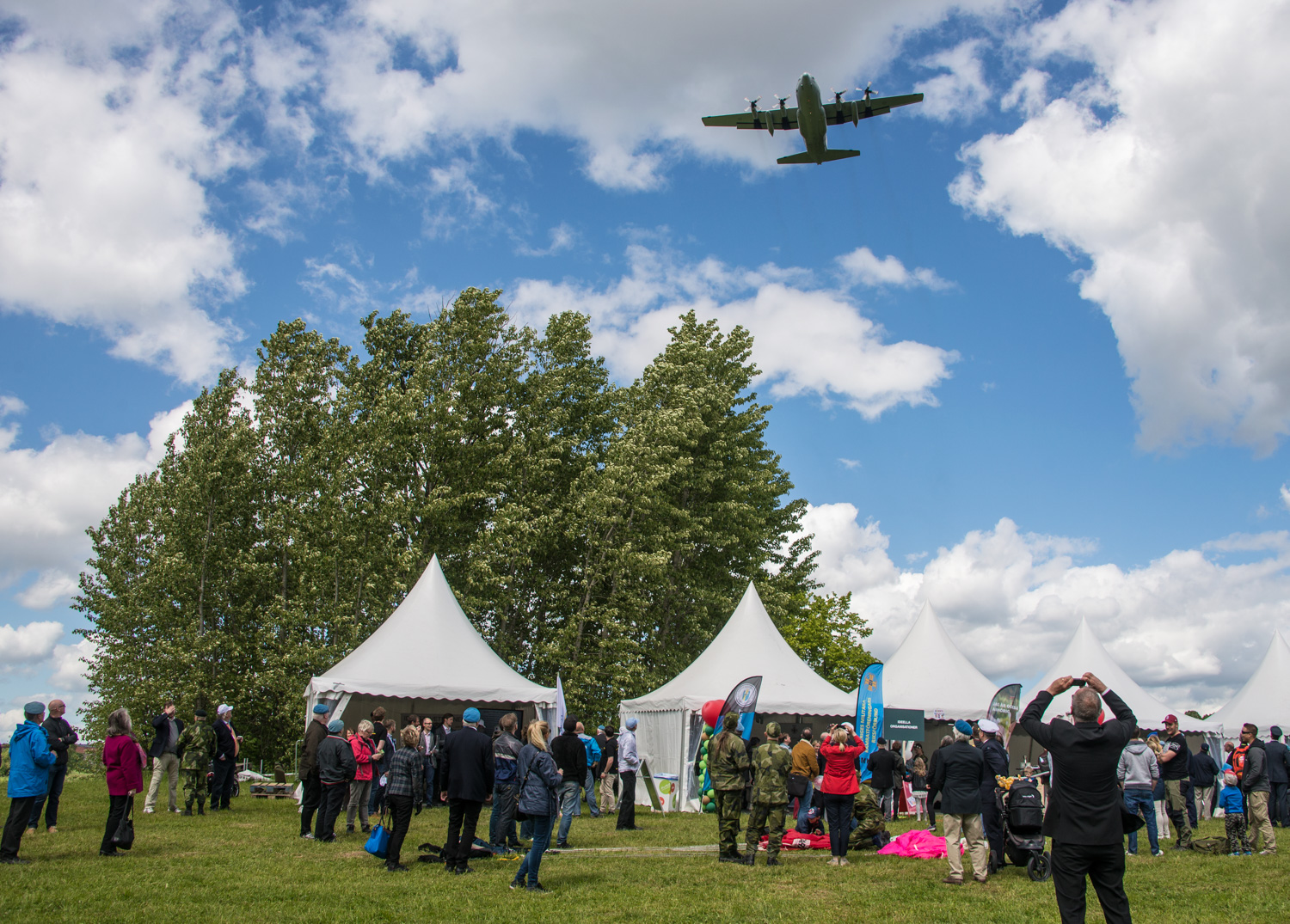
Överflygning av försvarets TP 84 Hercules.